# Bobangui
Bobangui ist eine Ortschaft in der Präfektur Lobaye im Südwesten der Zentralafrikanischen Republik. Sie liegt an der Route Nationale 6 in einer Entfernung von etwa 70 Straßenkilometern südwestlich der Hauptstadt Bangui und etwa 30 Kilometer nordöstlich von Mbaïki.
Der ehemalige Premierminister Barthélemy Boganda und der ehemalige Präsident und Diktator der Zentralafrikanischen Republik und spätere Kaiser des Zentralafrikanischen Kaiserreichs, Jean-Bédel Bokassa, wurden in Bobangui geboren. Sie gehörten dem Volk der Mbaka an, das in der Region Bobangui die Bevölkerungsmehrheit stellt. Bokassa baute während seiner Regierungszeit in seinem Heimatdorf einen Flugplatz sowie eine Residenz, den Berengo-Palast, auf dessen Gebiet er auch begraben wurde.